# Norte da África durante a Antiguidade

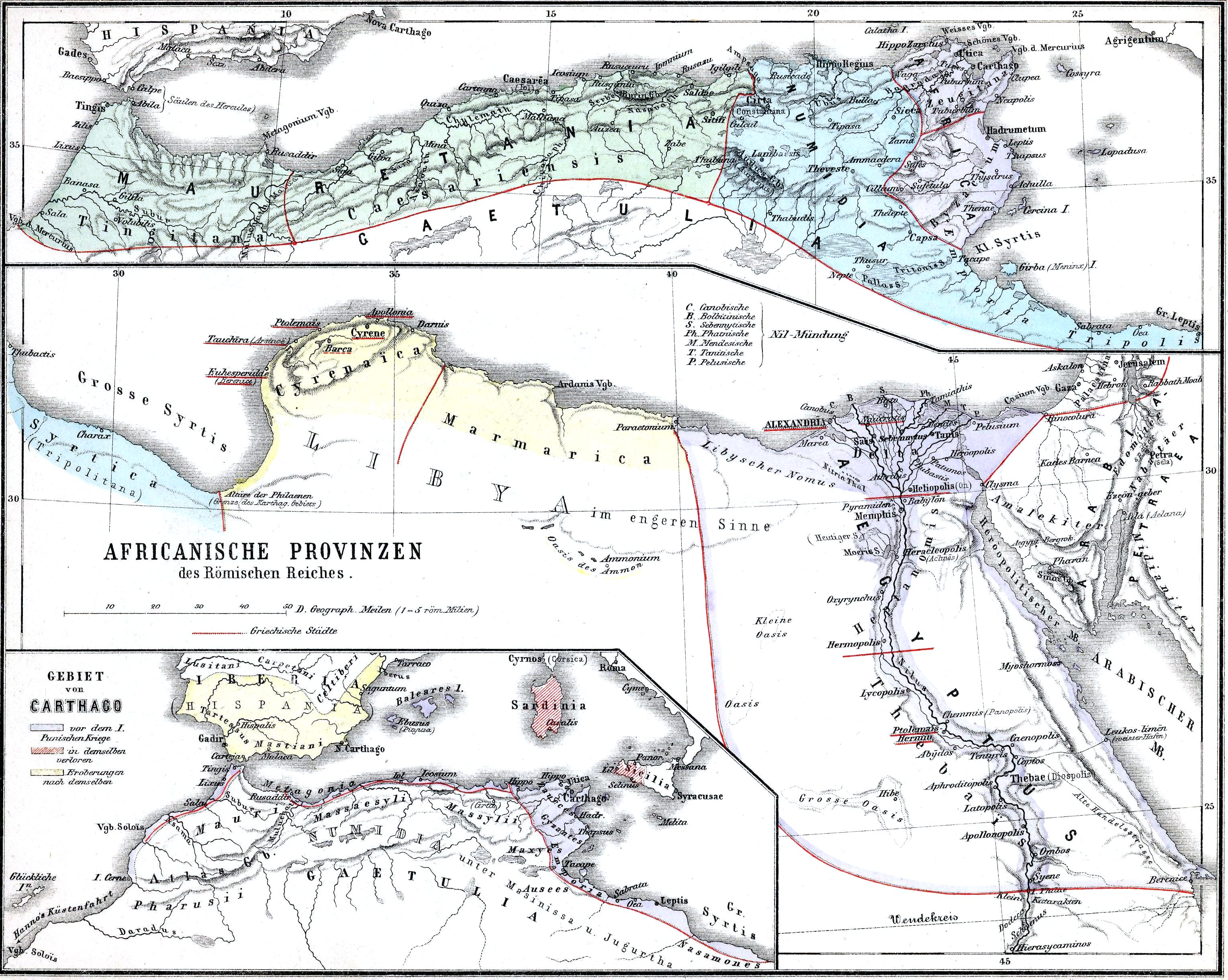
Norte de África na Antiguidade (mapa referente ao período do domínio romano)

A História do Norte da África durante o período da Antiguidade (século VIII a.C. - século V d.C.) pode ser dividida aproximadamente na história do Egito no leste, a história da antiga Líbia no meio e a história da Numídia e Mauritânia no oeste.
Inicialmente, no oriente, o Egito esteve sob domínio persa durante a fase inicial da antiguidade clássica, passando para a dinastia ptolomaica na era helenística. A Líbia era habitada por tribos berberes, enquanto ao longo da costa se estabeleceram colônias fenícias e gregas.
A República Romana estabeleceu a província da África em 146 a.C. após a derrota de Cartago. O Império Romano acabou controlando toda a costa mediterrânea da África, acrescentando o Egito em 30 a.C., Creta e Cirenaica em 20 a.C. e a Mauritânia em 44 d.C.
O Império Romano do Ocidente perdeu a maior parte da África para os vândalos no século V. Eles foram reincorporados ao reino romano pelo Império Romano do Oriente no século VI. Mais tarde, o império finalmente perdeu todo o controle da África quando a região caiu para a conquista omíada do norte da África no final do século VII.

## Período clássico inicial

### Período tardio do antigo Egito
O Período Final do Antigo Egito refere-se ao último florescimento dos governantes egípcios nativos após o terceiro período intermediário da XXVI dinastia do Egito para as conquistas persas e terminando com a queda da Trigésima Primeira (Segunda Persa) Dinastia para a conquista de Alexandre, o Grande, em 332 a.C. Após a morte de Alexandre em 323 a.C., o Egito caiu para Ptolomeu I Soter, que finalmente estabeleceu o reino ptolomaico em 305 a.C.
Em 2013, a primeira análise genética utilizando o sequenciamento de próxima geração foi realizada para determinar a linhagem ancestral de um indivíduo egípcio antigo . O DNA foi extraído das cabeças de cinco múmias egípcias. Todos os espécimes foram datados entre 806 a.C. e 124 d.C., período correspondente aos períodos dinástico tardio e ptolomaico . Os pesquisadores observaram que um dos indivíduos mumificados provavelmente pertencia ao haplogrupo I2 do mtDNA, um clado materno que se acredita ter se originado na Ásia Ocidental.

### Líbia antiga e os fenícios
Comerciantes fenícios chegaram à costa norte-africana por volta de 900 a.C. e estabeleceram Cartago (na atual Tunísia ) por volta de 800 a.C. Por volta do século 6 a.C., uma presença púnica existia em Tipasa (leste de Cherchell na Argélia ). De seu principal centro de poder em Cartago, os cartagineses se expandiram e estabeleceram pequenos assentamentos (chamados emporia em grego) ao longo da costa norte-africana; esses assentamentos acabaram servindo como cidades de mercado, bem como ancoradouros. Hippo Regius (atual Annaba ) e Rusicade (atual Skikda ) estão entre as cidades de origem cartaginesa na costa da atual Argélia.
À medida que o poder cartaginês crescia, seu envolvimento com a população indígena aumentava dramaticamente. A civilização berbere já estava em um estágio em que agricultura, manufatura, comércio e organização política sustentavam vários estados. Os laços comerciais entre Cartago e os berberes no interior cresceram e assim criaram uma nova sociedade púnica falando púnico, mas a expansão territorial também resultou na escravização ou recrutamento militar de alguns berberes e na extração de tributos de outros.

## Era helenística

### Egito ptolomaico
O Egito não era considerado parte da Líbia (África) na geografia helenística . A fronteira entre a África e a Ásia estava em Catabathmus Magnus, separando a Líbia propriamente dita (ou Marmarica ) dos "Nomos líbios" ( Λιβύης νόμος ) do oeste do Egito.

### Cartago e as guerras púnicas

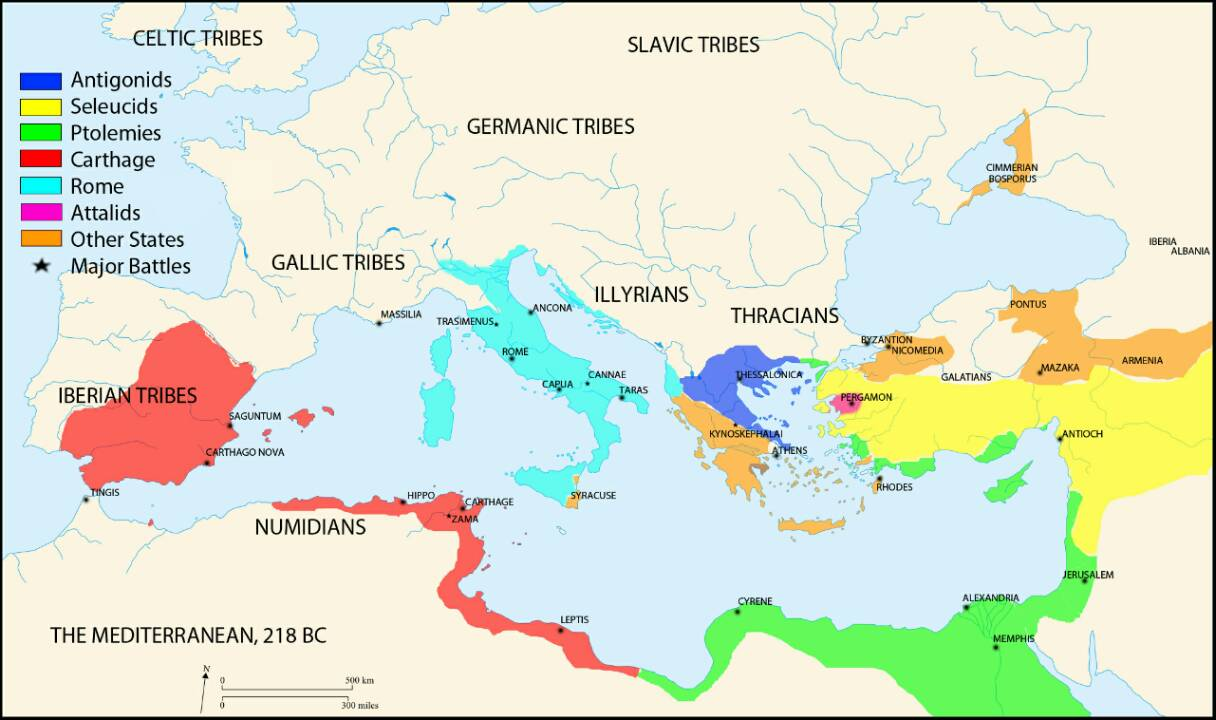
Mapa do Mediterrâneo em 218 a.C.

Na Guerra dos Mercenários, os soldados berberes participaram de 241 a 238 a.C. depois de não terem sido pagos após a derrota de Cartago na Primeira Guerra Púnica. Os berberes conseguiram obter o controle de grande parte do território norte-africano de Cartago e cunharam moedas com o nome líbio, usado em grego para descrever os nativos do norte da África. O estado cartaginês declinou por causa das sucessivas derrotas dos romanos nas Guerras Púnicas; em 146 a.C., a cidade de Cartago foi destruída.

### Reinos berberes
À medida que o poder cartaginês diminuía, a influência dos líderes berberes no interior crescia. No século II a.C., vários reinos berberes grandes, mas administrados livremente, surgiram. Dois deles foram estabelecidos na Numídia, atrás das áreas costeiras controladas por Cartago. A oeste da Numídia ficava a Mauritânia, que se estendia pelo rio Moulouya, no Marrocos, até o Oceano Atlântico. O ponto alto da civilização berbere, inigualável até a chegada dos almóadas e almorávidas mais de um milênio depois, foi alcançado durante o reinado de Masinissa no século II a.C. Após a morte de Masinissa em 148 a.C., os reinos berberes foram divididos e reunidos várias vezes. A linha de Masinissa sobreviveu até EC 24, quando o restante território berbere foi anexado ao Império Romano.

## Era romana

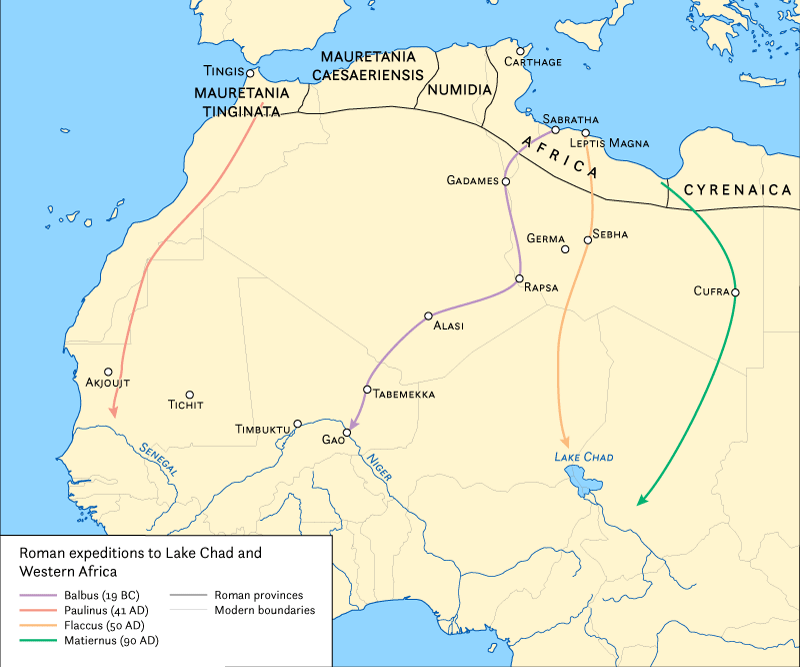
Expedições romanas à África Subsaariana a oeste do rio Nilo

A dominação romana da costa mediterrânea do norte da África começou quando Cartago foi derrotada. O Império Romano no século seguinte controlava todas as costas desde o vale do Nilo até o Oceano Atlântico do atual Marrocos.
A presença militar romana no norte da África era relativamente pequena se relacionada a outras áreas do império, consistindo em cerca de 28.000 soldados e auxiliares na Numídia e nas duas províncias mauretanas. A partir do século II d.C., essas guarnições passaram a ser ocupadas principalmente por habitantes locais, porque a área era considerada totalmente pacificada e quase totalmente romanizada.
Além de Cartago, a urbanização no norte da África veio em parte com o estabelecimento de assentamentos de veteranos sob os imperadores romanos Cláudio, Nerva e Trajano.
Na atual Argélia, tais assentamentos incluíam Tipasa, Cuicul ou Curculum (atual Djemila, a nordeste de Sétif), Thamugadi (atual Timgad, a sudeste de Sétif) e Sitifis (atual Setif). A prosperidade da maioria das cidades dependia da agricultura. Chamado de "celeiro do império", o norte da África era um dos maiores exportadores de grãos do império, que era exportado para outras províncias, como Itália e Grécia. Outras colheitas incluíam frutas, figos, uvas e feijões. No século II d.C., o azeite rivalizava com os cereais como item de exportação.
O início do declínio foi menos sério no norte da África do que em outros lugares. Houve revoltas, no entanto. Em 238 d.C., os proprietários de terras se rebelaram sem sucesso contra as políticas fiscais do imperador. Revoltas tribais esporádicas nas montanhas da Mauritânia ocorreram de 253 a 288. As cidades também sofreram dificuldades econômicas e a atividade de construção quase cessou.
As cidades do norte da África romana tinham uma população judaica substancial. Alguns judeus foram deportados da Judéia ou da Palestina nos séculos I e II d.C. por se rebelarem contra o domínio romano; outros vieram antes com colonos púnicos. Além disso, várias tribos berberes se converteram ao judaísmo.

### Cristandade
O cristianismo primitivo chegou no século II e logo conquistou convertidos nas cidades e entre os escravos. Mais de oitenta bispos, alguns de distantes regiões fronteiriças da Numídia, participaram do Concílio de Cartago em 256. No final do século IV, as áreas colonizadas se tornaram cristianizadas e algumas tribos berberes se converteram em massa.
Uma divisão na igreja que veio a ser conhecida como a controvérsia donatista começou em 313 entre os cristãos no norte da África. Os donatistas enfatizavam a santidade da igreja e se recusavam a aceitar a autoridade para administrar os sacramentos daqueles que haviam rendido as escrituras quando foram proibidas pelo imperador Diocleciano. Os donatistas também se opuseram ao envolvimento do imperador Constantino nos assuntos da igreja, em contraste com a maioria dos cristãos que receberam o reconhecimento imperial oficial.
A controvérsia ocasionalmente violenta foi caracterizada como uma luta entre oponentes e partidários do sistema romano. O mais articulado crítico norte-africano da posição donatista, que veio a ser chamada de heresia, foi Agostinho, bispo de Hippo Regius. Agostinho sustentava que a indignidade de um ministro não afetava a validade dos sacramentos porque seu verdadeiro ministro era Cristo. Em seus sermões e livros, Agostinho, considerado um dos principais expoentes do dogma cristão, desenvolveu uma teoria do direito dos governantes cristãos ortodoxos de usar a força contra cismáticos e hereges. Embora a disputa tenha sido resolvida por uma decisão de uma comissão imperial em Cartago em 411, as comunidades donatistas continuaram a existir até o século VI.

### Devastação e declínio
No verão de 365 d.C., um enorme tsunami atingiu o norte da África, causando danos maciços e milhares de mortes. As cidades foram devastadas e as fazendas costeiras arruinadas pela água do mar. A perda quase total da safra precipitou um declínio acentuado no comércio. Este declínio no comércio enfraqueceu o controle romano. Reinos independentes surgiram em áreas montanhosas e desérticas, cidades foram reconquistadas pelos berberes. Em seguida, os vândalos assumiram a maior parte da África Proconsular no início do século 5 e permaneceram por cem anos.
Belisário, general do imperador bizantino Justiniano I baseado em Constantinopla, desembarcou no norte da África em 533 com 16.000 homens e em um ano destruiu o reino vândalo. Muitas áreas rurais voltaram ao domínio berbere e a região como um todo foi perdida pelo Império Bizantino durante as conquistas muçulmanas.